# Sebasang
Sebasang is een bestuurslaag in het regentschap Sumbawa van de provincie West-Nusa Tenggara, Indonesië. Sebasang telt 1985 inwoners (volkstelling 2010).